# Frères Bonneff
Les frères Léon et Maurice Bonneff sont deux écrivains, journalistes et enquêteurs sociaux français, morts à la guerre de 1914-1918.

## Biographies
Léon Bonneff, né le 20 septembre 1882 et Maurice Bonneff, né le 28 décembre 1884, tous deux à Gray (Haute-Saône), étaient les fils d'Abraham Alphonse Bonneff et de Marie Aron, marchands merciers dans cette ville. Maurice Bonneff est porté disparu le 24 septembre 1914 et Léon meurt des suites de ses blessures le 28 ou 29 décembre 1914. Leurs écrits sont dans la lignée de ceux de Zola par la description du monde ouvrier.
Léon Bonneff a notamment écrit un roman, Aubervilliers (1re édition : cahiers non brochés dans le magazine Floréal). Maurice Bonneff publie en 1914, aux éditions Payot, Didier, homme du peuple.
Ensembles, ils ont écrit Marchands de folie, La Classe ouvrière, La Vie tragique des travailleurs et Les Métiers qui tuent,. Ils collaborent notamment à L'Humanité, où Léon entre en 1912, et  qui publie 269 articles sous leur signature,  aux Hommes du jour, à La Vie ouvrière, à La Bataille syndicaliste. 
Tous deux ont leur nom gravé sur le monument aux morts de Gray.
La ville de Champigny-sur-Marne a une rue portant leur nom, ainsi que Bezons et Limoges.

## Œuvres
- Léon Bonneff, Le Soldat-phénomène, monologue, Paris, Librairie théâtrale, 1906, 7 p. (BNF 31841314)
- Léon Bonneff, Fine Carotte, comédie, Paris, Librairie théâtrale, 1906, 23 p. (BNF 31841310)
- Léon Bonneff, Le Cambrioleur malgré lui, comédie, Paris, Librairie théâtrale, 1908 (BNF 38756025)
- Léon Bonneff, Aubervilliers, Saint-Vaast-la-Hougue, L’Amitié par le livre, 1949, 288 p. (BNF 31841303)

- rééd. Saint-Denis, Éditions le Vent du Ch'min, 1981, 291 p.  (ISBN 2-902920-10-5)
- rééd. Paris, Éditions L'Esprit des péninsules, coll. L'Alambic, 2000, avec une préface de Didier Daeninckx et une postface d'Henry Poulaille, 244 p.  (ISBN 2-910435-74-1)
- Nouvelle édition, Talence, L'Arbre vengeur, coll. L'Alambic, 2015, avec une préface d'Eric Dussert  (ISBN 979-10-91504-29-4).
- Maurice Bonneff, Didier, homme du peuple, comédie, Paris, Éditions Payot, 1914, 300 p. (BNF 31841318)

- rééd. Bassac, Éditions Plein chant, 2018, coll. Voix d'en bas, 241 p.  (ISBN 978-2-85452-335-5)
- Léon et Maurice Bonneff, « Les métiers qui tuent : enquête auprès des syndicats ouvriers sur les maladies professionnelles ; préf. de Abel Craissac,... », Europeana (consulté le 7 janvier 2015)
- Léon et Maurice Bonneff, La vie tragique des travailleurs [Texte imprimé] : enquêtes sur la condition économique et morale des ouvriers et ouvrières d'industrie, Paris, Éditions J. Rouff, 1908, 318 p. (BNF 31841320)
- Léon et Maurice Bonneff, La Classe ouvrière, Paris, Éditions de la Guerre sociale, 1910, 9 fasc., 9 x 95 p. (BNF 34145317)
- Léon et Maurice Bonneff, Marchands de folie : cabaret des halles et des faubourgs, cabaret-tâcheron, cabaret-cantinier, cabaret-placeur, cabaret de luxe, l'estaminet des mineurs, au pays du "Petit sou" sur les quais de Rouen, au pays de l'absinthe, de l'infirmerie spéciale du dépôt à la maison de fous, Paris, Éditions Marcel Rivière, 1913, 187 p. (BNF 31841319) (rééd. Plein Chant, 2023,  (ISBN 978-2-85452-373-7))
- Articles dans L'Humanité republiés avec une préface de Nicolas Hatzfeld : Les Frères Bonneff, reporters du travail. Articles publiés dans L’Humanité de 1908 à 1914. Paris, Classiques Garnier, 2021, 415 p.  (ISBN 978-2-406-12320-0)